# Unkwillozaur
Unkwillozaur (Unquillosaurus ceibalii) – teropod z grupy maniraptorów (Maniraptora). Prawdopodobnie należał do rodziny dromeozaurów
Żył w okresie późnej kredy (ok. 83-71 mln lat temu) na terenach Ameryki Południowej. Długość ciała ok. 2-3 m, wysokość ok. 1,4 m, masa ok. 40 kg. Jego szczątki znaleziono w górnych warstwy formacji Los Blanquitos w Argentynie (w okolicach miasta Salta).

## Klasyfikacja
Początkowo uznano jedyny znaleziony materiał za kość należącą do dużego, około 11-metrowego, "karnozaura". "Karnozaurami" określano kiedyś przedstawicieli dużych teropodów, obok małych "celurozaurów". Dziś ten podział uważa się za nieważny, obie grupy to obecnie podjednostki Avetheropoda, obejmujące zwierzęta różnych wielkości.
Według nowych badań teropod ten był przedstawicielem zaawansowanych maniraptorów, prawdopodobnie dromeozaurydów. Wykazuje podobieństwo do rodzaju Unenlagia. Pewne cechy autapomorficzne kości łonowej wskazują, że Unquillosaurus może należeć do endemicznej linii dużych maniraptorów.